# Hovamyia jacentia
Hovamyia jacentia is een tweevleugelige uit de familie steltmuggen (Limoniidae). De soort komt voor in het Afrotropisch gebied.